# Newcastlemax
Newcastlemax ist eine Größenangabe für Schiffe. Sie bezeichnet die größtmögliche Bauart von Massengutfrachtern, mit denen der größte Kohleexporthafen der Welt, Newcastle in Australien, angelaufen werden kann. Schiffe dieses Typs haben bei einer maximalen Breite von 47 m eine Tragfähigkeit von etwa 180.000 Tonnen. Ein Newcastlemax-Schiff ist daher von den Abmessungen eine Unterart der Kategorie Capesize.